# Daruvar
Pour l’article homonyme, voir Yves de Daruvar.
Daruvar est une ville et une municipalité situé en Slavonie dans le Comitat de Bjelovar-Bilogora, en Croatie. Au recensement de 2001, la municipalité comptait 13 243 habitants, dont 58,36 % de Croates, 18,91 % de Tchèques et 14,07 % de Serbes et la ville seule comptait 9 815 habitants.

## Histoire
Son ancien nom est « Aquæ Balissæ », signalant une utilisation antique des eaux thermales (46,6 °C). Diverses pièces, dont un sarcophage, ont été déposées au Musée archéologique de Zagreb.
Jusqu'en 1918, DARUVAR fait partie de la monarchie autrichienne (empire d'Autriche), province de Croatie-Slavonie puis du Royaume de Croatie-Slavonie (Transleithanie après le compromis de 1867).

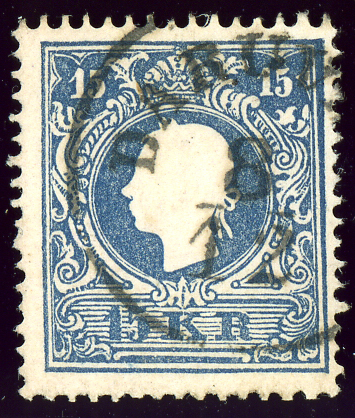
Timbre de la monarchie autrichienne émis en 1859, oblitéré DARUVAR

## Localités
La municipalité de Daruvar compte 9 localités :
| - Daruvar - Daruvarski Vinogradi - Doljani - Donji Daruvar - Gornji Daruvar | - Lipovac Majur - Ljudevit Selo - Markovac - Vrbovac |

## Personnages célèbres
- David Frankfurter, né à Daruvar, il assassine Wilhelm Gustloff le 4 février 1936 à Davos, en Suisse.